# Mi Problema con las Mujeres
Mi Problema con las Mujeres é uma série de televisão peruana produzida por Jaime Carbajal e criada por Frank Pérez Garland, Christian Buckley e Paul Vega com transmissão original da Frecuencia Latina em 2008. 
Nomeada ao Emmy Internacional de melhor comédia, a série foi vendida para mais de 40 países, e ganhou uma remake na Argentina transmitida pelo canal Telefe entre 10 de setembro a 27 de novembro de 2012. Uma versão americana produzida pelo cantor e ator Justin Timberlake foi anunciada por representantes da série onde seria exibida pela rede NBC. O projeto no canal não avançou. Em outubro de 2013, a Frecuencia Latina International e a ABC anunciaram Jason Gann como roteirista da versão americana.